# Николаев, Алексей Иванович (зоотехник)
Алексей Иванович Николаев (16 (28) сентября 1892, Арзамас Нижегородской губернии — 27 декабря 1981, Москва) — советский учёный, зоотехник, специалист по овцеводству и шерсти, академик ВАСХНИЛ.

## Биография
Окончил Московский СХИ (1917) и был оставлен при кафедре частной зоотехнии, одновременно в 1917—1920 годах — сотрудник научно-исследоательской лаборатории волокнистых веществ МВТУ.
В 1920—1921 — заведующий отделом животноводства Безенчукской сельскохозяйственной опытной станции Самарской губернии.
В 1921—1930 — ассистент, доцент Петровской сельскохозяйственной академии, одновременно преподавал в Московском институте овцеводства и Московском текстильном институте. В 1927—1934 годах принимал участие в составлении «Технической энциклопедии» в 26-и томах под редакцией Л. К. Мартенса, автор статей по тематике «текстильное дело».
- Старший научный сотрудник, заведующий отделом овцеводства ВНИИ животноводства (1930—1935).
- Заведующий кафедрой шерстоведения Московского института овцеводства (1930—1941).
- Заместитель председателя (1936—1940), председатель (1956—1959) секции овцеводства Отделения животноводства ВАСХНИЛ.
- Профессор кафедры мелкого животноводства (1942—1955), заведующий кафедрой овцеводства (1955—1973) ТСХА.

## Награды и звания
Заслуженный деятель науки РСФСР (1963). Награждён 2 орденами Ленина, орденом Октябрьской Революции, 3 орденами Трудового Красного Знамени, медалями СССР, золотой медалью им. М. Ф. Иванова, 4 медалями ВСХВ и ВДНХ.